# 香坊大街街道
香坊大街街道是中国黑龙江省哈尔滨市香坊区下辖的一个街道。